# Divine Madness (film)
Pour l'album, voir Divine Madness.
Pour plus de détails, voir Fiche technique et Distribution.
Divine Madness est un film américain réalisé par Michael Ritchie, sorti en 1980.

## Fiche technique
- Titre original : Divine Madness
- Réalisation : Michael Ritchie
- Scénario : Jerry Blatt, Bette Midler, Bruce Vilanch
- Costumes : Dorothy Baca
- Photographie : William A. Fraker
- Société(s) de production : The Ladd Company
- Société(s) de distribution : Warner Bros
- Pays de production : États-Unis
- Année : 1980
- Langue originale : anglais
- Format : couleur (Technicolor) – 35 mm / 70 mm – 2,35:1 / 2,20:1 – Dolby / 6-Track
- Genre : documentaire, comédie, musique
- Durée : 95 minutes
- Date de sortie : 
  - Canada : 13 septembre 1980 (Festival international du film de Toronto)

## Distribution
- Bette Midler : Elle-même / The Divine Miss M
- Jocelyn Brown : The Harlettes
- Ula Hedwig : The Harlettes
- Diva Gray : The Harlettes
- Irving Sudrow : Head Usher
- Tony Berg : Band Vocals
- Jon Bonine : Band Vocals
- Joey Carbone : Band Vocals
- Randy Kerber : Band Vocals

## Distinction

### Nomination
- Golden Globes 1981 :
  - Meilleure actrice dans un film musical ou une comédie pour Bette Midler